# Banda (ort i Indien, Madhya Pradesh)
Banda är en ort i Indien.   Den ligger i distriktet Sāgar och delstaten Madhya Pradesh, i den centrala delen av landet, 500 km söder om huvudstaden New Delhi. Banda ligger 475 meter över havet och antalet invånare är 28 978.
Terrängen runt Banda är platt, och sluttar österut. Runt Banda är det ganska tätbefolkat, med 166 invånare per kvadratkilometer. Banda är det största samhället i trakten. Trakten runt Banda består till största delen av jordbruksmark.